# Schweinsnasen-Spitzmausratte
Die Schweinsnasen-Spitzmausratte (Hyorhinomys stuempkei) ist ein kleines Nagetier aus der Familie der Langschwanzmäuse (Muridae), das auf der indonesischen Insel Sulawesi vorkommt. Die Art wurde zu Ehren von Gerolf Steiner benannt, der unter dem Pseudonym Harald Stümpke das Buch Bau und Leben der Rhinogradentia veröffentlichte, ein humoristisches Buch über eine fiktive Säugetiergruppe auf einem abgelegenen, pazifischen Archipel, in deren Evolution die Nase eine bedeutende Rolle spielte. Die Schweinsnasen-Spitzmausratte ist bisher nur von der auf einer Höhe von 1600 Metern an einem Berghang gelegenen Typuslokalität auf der nördlichen Halbinsel in der Provinz Sulawesi Tengah bekannt. Sie könnte jedoch wesentlich weiter verbreitet sein, da die Mäuse der Bergregionen des Nordens von Sulawesi bisher nicht genauer erforscht wurden.

## Merkmale
Die Schweinsnasen-Spitzmausratte ist eine relativ große Spitzmausratte, die nur noch von den beiden Arten der Großen Sulawesi-Spitzmausratten (Tateomys) übertroffen wird. Sie erreicht eine Gesamtlänge von 36 bis 43 cm, wovon 18,5 bis 22 cm auf den Schwanz entfallen, der damit etwas länger ist als Kopf und Rumpf zusammen. Im Verhältnis zur Körpergröße ist der Kopf relativ groß, der Schädel lang und zierlich, Augen und Maul im Vergleich zur Kopfgröße aber klein. Die große Nase ist rosig, die Nasenöffnungen weisen nach vorne. Die Ohren sind groß und erreichen eine Länge von etwa 21 % der Kopf-Rumpf-Länge. Auf der Oberseite der Zunge befindet sich eine auffällige, längsgerichtete Rille. Am Vorderfuß haben die zweite, dritte, vierte und fünfte Zehe breite Krallen. Sie ragen nur etwa 1 mm über die Zehenspitzen hinaus. Das Fell ist dünn und kurz. Der Rücken ist fleckig braun-grau gefärbt, der Bauch ist weißlich. Die hinteren 60 % des Schwanzes sind einfarbig weiß, der vordere Abschnitt ist oben dunkel und unten weiß.

## Lebensraum und Lebensweise
Alle fünf bisher bekannten Exemplare der Schweinsnasen-Spitzmausratte wurden nachts auf dem Bodengrund in einer Höhe von etwa 1600 Metern gefangen. Das Biotop ist ein vom Menschen bisher unberührter Bergwald mit stark bemoostem Bodengrund und mit Epiphyten bewachsenen Bäumen. Die Mägen von drei Exemplaren enthielten die Überreste von Regenwürmern, Käferlarven und andere, nicht mehr identifizierbare Insektenreste. 

## Systematik
Hyorhinomys stuempkei gehört zu einer Klade auf Sulawesi endemischer Langschwanzmäuse, die im Deutschen als „Spitzmausratten“ und im Englischen als „shrew rats“ bezeichnet werden. Alle Arten der Gruppe besitzen als gemeinsame Merkmale eine lange Schnauze, ein weiches Fell, weißes Zahnschmelz auf den Schneidezähnen und kleine Backenzähne. Alle ernähren sich carnivor von Wirbellosen.
Folgendes Kladogramm gibt die Systematik der Sulawesi-Spitzmausratten wieder:
|  | Kleine Sulawesi-Spitzmausratte (Melasmothrix naso)                                             |
|  |                                                                                                |
|  | \| \| Paucidentomys vermidax \| \| \| \| \| \| Sulawesi-Stachelratten (Echiothrix) \| \| \| \| |
|  |                                                                                                |
|  | Paucidentomys vermidax                                                                         |
|  |                                                                                                |
|  | Sulawesi-Stachelratten (Echiothrix)                                                            |
|  |                                                                                                |

|  | Paucidentomys vermidax              |
|  |                                     |
|  | Sulawesi-Stachelratten (Echiothrix) |
|  |                                     |

|  | Kleine Sulawesi-Spitzmausratte (Melasmothrix naso)                                             |
|  |                                                                                                |
|  | \| \| Paucidentomys vermidax \| \| \| \| \| \| Sulawesi-Stachelratten (Echiothrix) \| \| \| \| |
|  |                                                                                                |
|  | Paucidentomys vermidax                                                                         |
|  |                                                                                                |
|  | Sulawesi-Stachelratten (Echiothrix)                                                            |
|  |                                                                                                |

|  | Paucidentomys vermidax              |
|  |                                     |
|  | Sulawesi-Stachelratten (Echiothrix) |
|  |                                     |

|  | Kleine Sulawesi-Spitzmausratte (Melasmothrix naso)                                             |
|  |                                                                                                |
|  | \| \| Paucidentomys vermidax \| \| \| \| \| \| Sulawesi-Stachelratten (Echiothrix) \| \| \| \| |
|  |                                                                                                |
|  | Paucidentomys vermidax                                                                         |
|  |                                                                                                |
|  | Sulawesi-Stachelratten (Echiothrix)                                                            |
|  |                                                                                                |

|  | Paucidentomys vermidax              |
|  |                                     |
|  | Sulawesi-Stachelratten (Echiothrix) |
|  |                                     |

|  | Kleine Sulawesi-Spitzmausratte (Melasmothrix naso)                                             |
|  |                                                                                                |
|  | \| \| Paucidentomys vermidax \| \| \| \| \| \| Sulawesi-Stachelratten (Echiothrix) \| \| \| \| |
|  |                                                                                                |
|  | Paucidentomys vermidax                                                                         |
|  |                                                                                                |
|  | Sulawesi-Stachelratten (Echiothrix)                                                            |
|  |                                                                                                |

|  | Paucidentomys vermidax              |
|  |                                     |
|  | Sulawesi-Stachelratten (Echiothrix) |
|  |                                     |